# Кимпу-Маре (Олт)
Кимпу-Маре (рум. Câmpu Mare) — село у повіті Олт в Румунії. Входить до складу комуни Добротяса.
Село розташоване на відстані 146 км на захід від Бухареста, 36 км на північ від Слатіни, 61 км на північний схід від Крайови, 142 км на південний захід від Брашова.

## Населення
За даними перепису населення 2002 року у селі проживали 446 осіб, усі — румуни. Усі жителі села рідною мовою назвали румунську.